# Langues à Åland

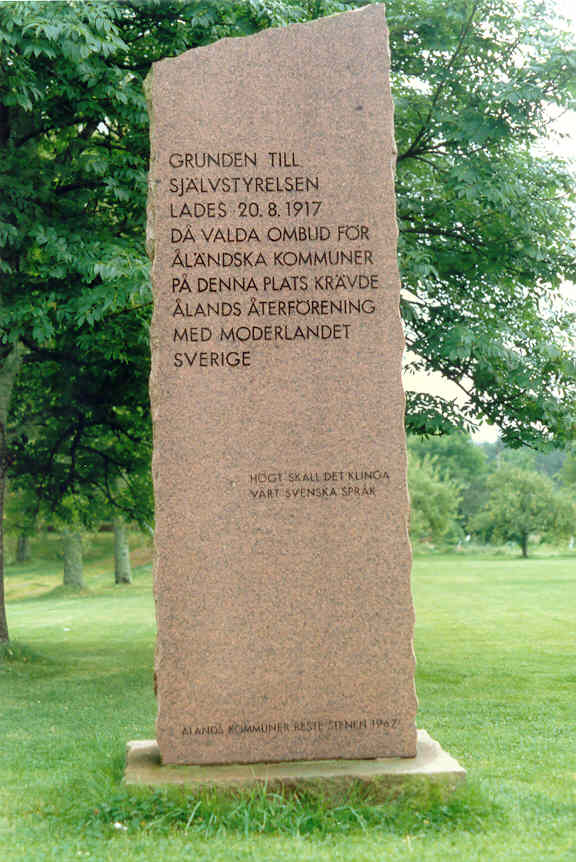
Stèle commémorant l'autonomie d'Åland, avec un texte en suédois comme le souligne la mention finale stop.

La seule langue officielle d'Åland est, selon l'article 36 de la loi sur l'autonomie, le suédois. Le dialecte parlé à Åland, le Suédois ålandais (en), est plus proche du suédois parlé en Suède que de celui parlé par la minorité suédophone de Finlande continentale.
Il y a encore différents dialectes à l'intérieur même d'Åland. Ainsi, les habitants des îles occidentales (dans les communes d'Eckerö et d'Hammarland) parlent un dialecte qui est plus proche du suédois parlé en Suède que ceux des autres îles. Dans les îles orientales, et notamment à Brändö, les habitants parlent un suédois avec un léger accent finlandais.
Le dialecte ålandais dispose de nombreux mots propres qui ne se retrouvent ni en suédois de Suède, ni en suédois de Finlande. Voici quelques exemples :
- inga à la place d'inte (ne...pas)
- blystra à la place de vissla (siffler)
- byka à la place de tvätta (laver)

Selon le recensement effectué en l'an 2000, 94 % des habitants d'Åland ont le suédois comme langue maternelle, 5 % le finnois et 1 % une autre langue.
L'apprentissage de l'anglais est obligatoire dans le premier cycle. Il est très utilisé dans le secteur du tourisme.[réf. nécessaire]

## Statistiques

### Langues maternelles
| Rang | Langue             | %        | #      |
| ---- | ------------------ | -------- | ------ |
| 1    | Suédois            | 88,29 %  | 25 531 |
| 2    | Finnois            | 4,84 %   | 1 399  |
| -    | Langues étrangères | 6,87 %   | 1 986  |
|      | Total              | 100,00 % | 28 916 |